# Håhelleren
Die Håhelleren (norwegisch für Haihöhle) ist eine Bucht im ostantarktischen Königin-Maud-Land. Sie liegt auf der Nordseite des Håhellerskarvet im Mühlig-Hofmann-Gebirge.
Norwegische Kartographen, die sie auch benannten, kartierten sie anhand von Vermessungen und Luftaufnahmen der Dritten Norwegischen Antarktisexpedition (1956–1960).